# Liste der Monuments historiques in Fontenay-Saint-Père
Die Liste der Monuments historiques in Fontenay-Saint-Père führt die Monuments historiques in der französischen Gemeinde Fontenay-Saint-Père auf.

## Liste der Bauwerke
| Bezeichnung       | Beschreibung                           | Standort | Kennzeichnung | Schutzstatus   | Datum     | Bild           |
| ----------------- | -------------------------------------- | -------- | ------------- | -------------- | --------- | -------------- |
| Château du Mesnil | Schloss, erbaut im 18./19. Jahrhundert | (Lage)   | PA00087787    | Inscrit Classé | 1947 1948 |                |
| Kirche St-Denis   | Erbaut im 12. Jahrhundert              | (Lage)   | PA00087435    | Inscrit        | 1925      | weitere Bilder |

## Liste der Objekte
- Monuments historiques (Objekte) in Fontenay-Saint-Père in der Base Palissy des französischen Kultusministeriums